# 일신정
일신정은 대한민국 대구광역시 북구 서변동에 있다.

## 개요
이억상(1835∼1905)의 강학소로 무태에 태어나 망일봉 아래 일신정을 지어 강학소로 삼고 후진을 양성하였다.